# Гусаковский, Владимир Николаевич
Владимир Николаевич Гусаковский (1869—1923) — русский военачальник, генерал-майор. Участник похода в Китай 1900—1901 годов, русско-японской войны 1904—1905 годов, Первой мировой войны и Гражданской войны в России.

## Биография
Общее образование получил в классической гимназии (1889). В службу вступил 24.03.1889. Окончил Киевское пехотное юнкерское училище (1892). В офицеры произведён в 158-й пехотный Кутаисский полк. Подпоручик (01.09.1892). Поручик (01.09.1896). Участник похода в Китай 1900—1901 гг. Штабс-капитан (01.09.1900).
Участник русско-японской войны 1904—1905 гг. Капитан (01.09.1904).
На 26.02.1907 в 166-м пехотном Ровненском полку. Подполковник (26.11.1907; за боевые отличия). В 81-м пехотном Апшеронском полку (с 13.02.1909). Полковник (06.12.1910).
Участник Первой мировой войны. Командир 13-го Кавказского стрелкового полка (30.03.1915). На 01.08.1916 в том же чине и должности. Генерал-майор (пр. 26.02.1917; ст. 05.07.1916; за боевые отличия).
Во время Гражданской войны — в Добровольческой армии и ВСЮР.
В эмиграции в Югославии.
Застрелился 8 сентября 1923 года в Земуне (Югославия).
Имел сына.

## Награды
- орден Св. Анны 4-й степени (1905)
- орден Св. Анны 3-й степени с мечами и бантом (1905)
- орден Св. Владимира 4-й степени с мечами и бантом (1905)
- орден Св. Георгия 4-й степени (25.01.1907)